# Christelijk-Sociaal Congres
Het Christelijk-Sociaal Congres is een congres waarop aandacht gegeven wordt aan sociale onrechtvaardigheid. De eerste congressen werden gehouden in 1891, 1919, 1952 en 1991. Sinds het jaar 2000 vindt het congres jaarlijks plaats.    

## Geschiedenis
Op 9 november 1891, in hetzelfde jaar waarin de sociale encycliek Rerum novarum van paus Leo XIII verscheen, organiseerde de Nederlandse gereformeerde voorman Abraham Kuyper in Amsterdam het eerste Christelijk-Sociaal Congres. Het congres beoogde net als de encycliek een christelijk antwoord te geven op de sociale problemen die de moderne industriële samenleving met zich meebracht. In de voorafgaande decennia ontstond het besef dat de positie van de arbeider onder het liberaal-kapitalistische regime onrechtvaardig was en de menselijkheid van de arbeider werd geschaad. Christenen beseften dat er een sociale kwestie was en dat zij geroepen waren om op te treden. Kuyper verzorgde zelf de openingsrede op het congres met de titel "Het sociale vraagstuk en de christelijke religie".
Na het congres van 1891 volgden het Christelijk-Sociaal Congres van 1919 en de Christelijk-Sociale Conferentie van 1952. Eind jaren tachtig van de twintigste eeuw ontstond in CNV-kring het initiatief voor een nieuw Christelijk-Sociaal Congres in 1991, honderd jaar na het eerste congres. Het congres van 1991 leidde tot de oprichting van een stichting die het congres sinds 2000 jaarlijks organiseert.
Bij de 125ste verjaardag van het congres in 2016 spraken onder meer kardinaal Peter Turkson, voormalig premier Jan-Peter Balkenende en de Italiaanse econoom Luigino Bruni.
Terwijl de eerste congressen door protestanten georganiseerd werden, nemen tegenwoordig ook rooms-katholieken en rooms-katholieke organisaties deel.